# Tiffield
Tiffield is een civil parish in het bestuurlijke gebied South Northamptonshire, in het Engelse graafschap Northamptonshire met 370 inwoners.